# Cathy Richardson
Catherine E. "Cathy" Richardson (née le 21 février 1969) est une chanteuse, auteur-compositeur, actrice et narratrice américaine originaire de la banlieue de Chicago, dans l'Illinois. Elle est la chanteuse du groupe Jefferson Starship  et de son propre groupe, The Cathy Richardson Band. Elle a également fait partie de Big Brother and the Holding Company au sein duquel elle interprétait les parties de Janis Joplin.  

## Biographie
Cathy Richardson grandit dans la banlieue ouest de Burr Ridge, dans l'Illinois, et est diplômée de la Central High School de Hinsdale. Avant de commencer sa carrière musicale, Richardson travaille comme mécanicienne automobile et caissière dans la station-service de son père. Elle devient musicienne à temps plein en 1990. Elle fait la rencontre de Jim Peterik qui l'encadre et l'aide à sortir ses deux premiers albums, Elle a égalememt cosigné plusieurs chansons avec Peterik et l'accompagne régulièrement sur scène. Richardson travaille également comme narratrice et apparaît régulièrement dans série musicale pour enfant diffusée sur Noggin.
En 1999, The Cathy Richardson Band est élu meilleur groupe local par les lecteurs du Chicago Tribune. En novembre 2000, les téléspectateurs de l'émission Best & Worst of Chicago de WFLD le consacre « meilleur groupe ». En 2001, Richardson figure dans le top 10 des meilleures musiques de 2001 dans The Advocate. 
Em 2001, elle incarne Janis Joplin dans la comédie musicale off-Broadway Love, Janis  et participe à la plupart de la tournée.  
En 2004, Richardson et le directeur artistique Bill Dolan ont été nommés pour le Grammy Award de la meilleure pochette d'album pour The Road to Bliss du Cathy Richardson Band.  

### Jefferson Starship
Depuis 2008, Richardson est la chanteuse de Jefferson Starship. Elle participe à l'album Jefferson's Tree of Liberty au chant, à la guitare acoustique à l'harmonica. En 2009, le groupe enregistre un album live, Airplay.  

### Big Brother and the Holding Compagny
De 2011 à 2015, elle intègre également le groupe Big Brother and the Holding Company au sein duquel elle interprète les parties de Janis Joplin.

## Discographie

### Albums studio
- Moon, Not Banana (1993) Jessica Records
- Fools on a Tandem (1995) Jessica Records
- Snake Camp (1998) Bloody Nurse Records
- Buzzzed (2001) Bloody Nurse Records
- The Road to Bliss (2003) Cash Rich Records
- Delusions of Grandeur (2006) Cash Rich Recor

### Album live
- All Excess... Live @ The Park West (1996) Jessica Records

### Albums de compilation contenant des morceaux de Cathy Richardson
- Songs of Janis Joplin: Blues Down Deep (1997) House of Blues Records (la chanson Try Just a Little Bit Harder)
- Jim Peterik and World Stage (2000) Jim Peterik et Cathy Richardson (les chansons Diamonds For Stones et From Here To Hereafter)
- Sweet Emotion: Songs of Aerosmith (2001) (la chanson Last Child)
- Here Come the Irish (2003) signée John Scully et Jim Tullio, avec Cathy Richardson au chant (Cathy apparaît sur Here Come the Irish)
- Judgement Day, Songs of Robert Johnson (2004) (la chanson Preachin' Blues (Up Jumped the Devil))
- Folksongs of Illinois, Vol. 4 (2011) (Cathy apparaît sur la chanson Old Chy-Car-Go de Woody Guthrie)

### Albums de projets annexes et apparitions d'invités

#### The Juleps
Cathy Richardson en compagnie de membres de The Insiders 
- Kickbutt City, USA (1998)

#### Joel Hoekstra
- Undefined (chant sur le morceau "Spank Me") (2000)

#### Jefferson Starship
- Jefferson's Tree of Liberty (2008)
- Air Play (2011)

#### Macrodots
- The Other Side (2010)
- Macrodots Two (2015)